# Gran Premio di Gran Bretagna 2015
Il Gran Premio di Gran Bretagna 2015 è stata la nona prova della stagione 2015 del campionato mondiale di Formula 1. La gara, disputatasi domenica 5 luglio 2015 sul circuito di Silverstone, è stata vinta da Lewis Hamilton su Mercedes, al suo trentottesimo successo nel mondiale. Hamilton ha preceduto sul traguardo il suo compagno di squadra Nico Rosberg e Sebastian Vettel su Ferrari.

## Vigilia

### Sviluppi futuri
La Lotus conferma, anche per il 2016, la coppia di piloti titolari impiegati nel 2015, Pastor Maldonado e Romain Grosjean. Mark Smith, ex tecnico della Caterham, è nominato nuovo direttore tecnico della Sauber, a partire dal 13 luglio.
Il mercoledì prima del Gran Premio si tiene presso l'Aeroporto di Biggin Hill, vicino a Londra, una riunione dello Strategic Group F1, in merito ai possibili cambiamenti da apportare al regolamento del campionato. Viene decisa, dal Gran Premio del Belgio, una riduzione delle possibili comunicazioni via radio tra piloti e scuderie, nonché il divieto di assistenza per il pilota, nella fase di partenza. Altre modifiche, che però entreranno in vigore dal 2016, riguardano le penalità da attribuire per le sostituzioni di parti delle vetture e la scelta delle mescole, che viene attribuita alle scuderie e non più al fornitore. Si concede, inoltre, a un nuovo motorista che entra nel campionato, di disporre di 5 motori nuovi a stagione, per vettura, e non solo 4. Tale modifica verrebbe concessa anche alla Honda, per il campionato in corso.

### Aspetti tecnici
La Pirelli, fornitrice unica degli pneumatici, porta per questo Gran Premio gomme di tipo "Hard" e di tipo "Medium", come nella stagione precedente.
La FIA stabilisce due zone ove i piloti possono utilizzare il Drag Reduction System: la prima è posta tra la curva Arena e la curva Brooklands, con punto per la determinazione del distacco fra i piloti stabilito prima della curva 3; la seconda zona è fissata tra la Chapel e la Stowe, con detection point posto alla curva Maggots.
La FIA rende noti i risultati dei controlli effettuati nel corso del Gran Premio del Canada sui lubrificanti utilizzati sulla Mercedes di Lewis Hamilton e sulla Ferrari di Sebastian Vettel, finalizzati a controllare l'utilizzo di olio con componenti aromatiche, in grado di energizzare la benzina attraverso gli anelli di tenuta o il sistema di ricircolo. Per la Federazione non vi sono differenze significative tra l'olio utilizzato nel serbatoio principale dall'olio usato nel serbatoio ausiliario. Una differenza, infatti, potrebbe significare che l'olio del serbatoio supplementare è usato per incrementare le prestazioni del motore, miscelandolo con altre sostanze.
Da questa gara la Force India introduce la nuova versione della sua VJM08.

### Aspetti sportivi
Il britannico Nigel Mansell è nominato commissario aggiunto del Gran Premio da parte della FIA. L'ex campione del mondo di F1 ha svolto in passato tale funzione in diverse occasioni, ricoprendola nelle ultime quattro edizioni del Gran Premio di Gran Bretagna.
La Marussia modifica parzialmente la livrea della sua monoposto, al fine di ospitare il suo nuovo sponsor, la compagnia di spedizioni Flex Box.
Nel corso della prima sessione del venerdì Raffaele Marciello prende il posto di Marcus Ericsson alla Sauber, Jolyon Palmer quello di Romain Grosjean alla Lotus mentre Susie Wolff sostituisce Valtteri Bottas in Williams.

## Prove

### Resoconto
Nella prima sessione di prove libere Nico Rosberg è costretto, dopo soli cinque giri, a sostituire il cambio, mentre il suo compagno di scuderia, Lewis Hamilton, è autore di un testacoda. I due hanno però dominato la classifica dei tempi, col tedesco che precede il campione del mondo in carica di appena 70 millesimi. Al terzo posto, staccato però di un secondo e tre decimi, si piazza Max Verstappen. Hanno presentato problemi tecnici le McLaren, a lungo ferme ai box.
Anche nella sessione del pomeriggio Nico Rosberg è il pilota più rapido. Dietro al tedesco si posizionano le due Ferrari di Kimi Räikkönen e Sebastian Vettel, col finlandese staccato di quattro decimi. Le vetture italiane hanno ridotto la distanza dal pilota tedesco soprattutto nell'utilizzo delle gomme medie. I tempi migliori sono stati ottenuti nella prima parte della sessione, mentre la seconda è stata dedicata allo sviluppo delle vetture per la gara. La sessione è stata interrotta in due occasioni con la bandiera rossa: prima Romain Grosjean è finito nella sabbia alla curva Luffield, senza possibilità di spostare la monoposto, poi Roberto Merhi è andato in testacoda.
Al sabato è invece Lewis Hamilton a far segnare il miglior riscontro cronometrico. In questa sessione Rosberg è stato nuovamente penalizzato da un problema al cambio, tanto da poter compiere un unico tentativo di giro veloce. Il tedesco si è classificato secondo, staccato di mezzo secondo dal britannico. Hamilton ha ottenuto il tempo utilizzando gomme medie, ma era in testa alla graduatoria anche fino a quando i piloti hanno provato le gomme dure. Dietro alle vetture tedesche si sono poste le due Ferrari e le due Toro Rosso. Il vento teso ha reso difficile ai piloti, che soprattutto alla Copse vengono spinti al di fuori della pista. La direzione di gara minaccia di eliminare i tempi ottenuti dai piloti che dovessero superare il cordolo.
Al termine delle libere Carlos Sainz Jr. sostituisce il motore della sua Toro Rosso, per la quarta volta in stagione. Sulla monoposto dello spagnolo viene montato anche il terzo turbo compressore oltre ai due motori elettrici (MGU-H e MGU-K).

### Risultati
Nella prima sessione del venerdì si è avuta questa situazione:
| Pos | Nº | Pilota         | Costruttore | Tempo    | Gap    | Giri |
| --- | -- | -------------- | ----------- | -------- | ------ | ---- |
| 1   | 6  | Nico Rosberg   | Mercedes    | 1'34"274 |        | 12   |
| 2   | 44 | Lewis Hamilton | Mercedes    | 1'34"344 | +0"070 | 26   |
| 3   | 33 | Max Verstappen | STR-Renault | 1'35"530 | +1"256 | 18   |

Nella seconda sessione del venerdì si è avuta questa situazione:
| Pos | Nº | Pilota           | Costruttore | Tempo    | Gap    | Giri |
| --- | -- | ---------------- | ----------- | -------- | ------ | ---- |
| 1   | 6  | Nico Rosberg     | Mercedes    | 1'34"155 |        | 34   |
| 2   | 7  | Kimi Räikkönen   | Ferrari     | 1'34"502 | +0"347 | 29   |
| 3   | 5  | Sebastian Vettel | Ferrari     | 1'34"522 | +0"367 | 27   |

Nella sessione del sabato mattina si è avuta questa situazione:
| Pos | Nº | Pilota         | Costruttore | Tempo    | Gap    | Giri |
| --- | -- | -------------- | ----------- | -------- | ------ | ---- |
| 1   | 44 | Lewis Hamilton | Mercedes    | 1'32"917 |        | 18   |
| 2   | 6  | Nico Rosberg   | Mercedes    | 1'33"469 | +0"552 | 14   |
| 3   | 7  | Kimi Räikkönen | Ferrari     | 1'33"692 | +0"775 | 20   |

## Qualifiche

### Resoconto
Nella prima fase delle qualifiche le Mercedes optano per utilizzare solo gomme dure: si pone così in testa Kimi Räikkönen, davanti a Nico Rosberg e Sebastian Vettel. Negli ultimi momenti della sessione, con tutti gli altri piloti su gomme medie, i tempi si abbassano. Restano esclusi i due piloti della Marussia, i due della McLaren e Felipe Nasr.
Nella Q2 anche le Mercedes utilizzano gomme medie. Nico Rosberg si pone al comando della classifica, precedendo Valtteri Bottas e Lewis Hamilton. Le Ferrari, avendo utilizzando un treno di gomme medie già nella prima fese, decidono di attendere gli ultimi minuti della sessione per far segnare il loro tempo. Räikkönen vede annullato un suo tempo, per essere uscito dal tracciato alla Copse. Il finnico è comunque capace di qualificarsi per la fase decisiva. Vengono eliminate le due Lotus, Sergio Pérez, Max Verstappen (penalizzato da problemi di aderenza) e Marcus Ericsson.
Nella fase decisiva prende il comando, dopo il primo tentativo, Lewis Hamilton, che precede Nico Rosberg, le due Williams e le due Ferrari. Col secondo, e ultimo tentativo, l'unico pilota che riesce a migliorarsi è Felipe Massa, che scavalca Valtteri Bottas, e ottiene il terzo tempo. Per Hamilton è la quarantaseiesima pole position nel mondiale: il britannico è terzo nella classifica di tutti i tempi, dietro a Michael Schumacher e Ayrton Senna. Per la Mercedes è la ventesima partenza al palo consecutiva. Per una vettura motorizzata Mercedes si tratta della ventottesima pole position consecutiva.

### Risultati
Nella sessione di qualifica si è avuta questa situazione:
| Pos                         | Nº | Pilota           | Costruttore             | Q1       | Q2       | Q3       | Griglia |
| --------------------------- | -- | ---------------- | ----------------------- | -------- | -------- | -------- | ------- |
| 1                           | 44 | Lewis Hamilton   | Mercedes                | 1'33"796 | 1'33"068 | 1'32"248 | 1       |
| 2                           | 6  | Nico Rosberg     | Mercedes                | 1'33"475 | 1'32"737 | 1'32"361 | 2       |
| 3                           | 19 | Felipe Massa     | Williams-Mercedes       | 1'34"542 | 1'33"707 | 1'33"085 | 3       |
| 4                           | 77 | Valtteri Bottas  | Williams-Mercedes       | 1'34"171 | 1'33"020 | 1'33"149 | 4       |
| 5                           | 7  | Kimi Räikkönen   | Ferrari                 | 1'33"426 | 1'33"911 | 1'33"379 | 5       |
| 6                           | 5  | Sebastian Vettel | Ferrari                 | 1'33"562 | 1'33"641 | 1'33"547 | 6       |
| 7                           | 26 | Daniil Kvjat     | Red Bull Racing-Renault | 1'34"422 | 1'33"520 | 1'33"636 | 7       |
| 8                           | 55 | Carlos Sainz Jr. | STR-Renault             | 1'34"641 | 1'34"071 | 1'33"649 | 8       |
| 9                           | 27 | Nico Hülkenberg  | Force India-Mercedes    | 1'34"594 | 1'33"693 | 1'33"673 | 9       |
| 10                          | 3  | Daniel Ricciardo | Red Bull Racing-Renault | 1'34"272 | 1'33"749 | 1'33"934 | 10      |
| 11                          | 11 | Sergio Pérez     | Force India-Mercedes    | 1'34"250 | 1'34"268 | N.D.     | 11      |
| 12                          | 8  | Romain Grosjean  | Lotus-Mercedes          | 1'34"646 | 1'34"430 | N.D.     | 12      |
| 13                          | 33 | Max Verstappen   | STR-Renault             | 1'34"819 | 1'34"502 | N.D.     | 13      |
| 14                          | 13 | Pastor Maldonado | Lotus-Mercedes          | 1'34"877 | 1'34"511 | N.D.     | 14      |
| 15                          | 9  | Marcus Ericsson  | Sauber-Ferrari          | 1'34"643 | 1'34"868 | N.D.     | 15      |
| 16                          | 12 | Felipe Nasr      | Sauber-Ferrari          | 1'34"888 | N.D.     | N.D.     | 16      |
| 17                          | 14 | Fernando Alonso  | McLaren-Honda           | 1'34"959 | N.D.     | N.D.     | 17      |
| 18                          | 22 | Jenson Button    | McLaren-Honda           | 1'35"207 | N.D.     | N.D.     | 18      |
| 19                          | 28 | Will Stevens     | Marussia-Ferrari        | 1'37"364 | N.D.     | N.D.     | 19      |
| 20                          | 98 | Roberto Merhi    | Marussia-Ferrari        | 1'39"377 | N.D.     | N.D.     | 20      |
| Tempo limite 107%: 1'39"965 |    |                  |                         |          |          |          |         |

In grassetto sono indicate le migliori prestazioni in Q1, Q2 e Q3.

## Gara

### Resoconto
Felipe Nasr non prende parte alla gara per un problema tecnico alla sua Sauber. Al via le due Williams di Felipe Massa e Valtteri Bottas passano Lewis Hamilton: il britannico recupera però la seconda posizione già nelle prime curve. Dietro vi sono i due tedeschi Nico Rosberg e Nico Hülkenberg, che precedono Kimi Räikkönen e Daniil Kvjat. Già nel corso del primo giro, per un doppio contatto fra le due McLaren e le due Lotus, la direzione di gara decide di inviare in pista la safety car. Alla ripartenza, al quarto giro, Hamilton attacca Massa, ma sbaglia la frenata e viene ripassato da Bottas.
Nei giri seguenti Bottas si avvicina a Massa, senza però riuscire a passarlo. Sebastian Vettel, passato da Pérez al giro 4, recupera al giro 9 l'ottava posizione. Le due Ferrari effettuano il cambio gomme tra il tredicesimo e quattordicesimo giro: ciò permette a Vettel di scavalcare Kvjat, per l'ottava piazza. Al giro 19 è il turno dello stop di Lewis Hamilton, seguito, dopo un giro sia da Felipe Massa che da Nico Rosberg. Al ventunesimo passaggio tocca anche a Bottas. Hamilton si trova ora al comando del Gran Premio. Anche le due Ferrari hanno recuperato posizioni, dopo le soste di Hülkenberg e Pérez, e dopo aver passato Marcus Ericsson: ora Räikkönen è quinto e Vettel sesto.
Al trentaduesimo giro Carlos Sainz Jr., mentre era nono, è costretto al ritiro. La vettura rimane ferma in uscita all'ultima curva: la direzione di gara impone il regime di virtual safety car, con le monoposto che devono mantenere una velocità limitata.
Intanto, sul tracciato inglese, inizia una leggera pioggia: Kimi Räikkönen decide presto di montare gomme intermedie, come Fernando Alonso e le due Marussia. La scelta però è azzardata, tanto che il finlandese perde diverse posizioni. Nico Rosberg, invece, passa in breve tempo, sia Bottas che Massa, ponendosi in seconda posizione.
Al quarantatreesimo giro rientrano ai box sia Hamilton che Vettel, per montare gomme da bagnato intermedio. L'inglese resta al comando della gara, mentre il tedesco scala terzo, dopo che nel giro seguente, hanno optato per queste gomme anche Rosberg e le due Williams.
Lewis Hamilton conquista la trentottesima vittoria nel mondiale, la trentasettesima per la Mercedes, che ottiene anche la ventiduesima doppietta. Il britannico ottiene il record di 18 Gran Premi di fila in cui ha condotto almeno un giro in testa e l'ottavo Hat Trick della sua carriera, mentre la scuderia tedesca ottiene il nuovo record per gare consecutive con due piloti a podio, nove.

### Risultati
I risultati del Gran Premio sono i seguenti:
| Pos | Nº | Pilota           | Costruttore             | Giri | Tempo/Ritiro               | Griglia | Punti |
| --- | -- | ---------------- | ----------------------- | ---- | -------------------------- | ------- | ----- |
| 1   | 44 | Lewis Hamilton   | Mercedes                | 52   | 1h31'27"729                | 1       | 25    |
| 2   | 6  | Nico Rosberg     | Mercedes                | 52   | +10"956                    | 2       | 18    |
| 3   | 5  | Sebastian Vettel | Ferrari                 | 52   | +25"443                    | 6       | 15    |
| 4   | 19 | Felipe Massa     | Williams-Mercedes       | 52   | +36"839                    | 3       | 12    |
| 5   | 77 | Valtteri Bottas  | Williams-Mercedes       | 52   | +1'03"194                  | 4       | 10    |
| 6   | 26 | Daniil Kvjat     | Red Bull Racing-Renault | 52   | +1'03"955                  | 7       | 8     |
| 7   | 27 | Nico Hülkenberg  | Force India-Mercedes    | 52   | +1'18"744                  | 9       | 6     |
| 8   | 7  | Kimi Räikkönen   | Ferrari                 | 51   | +1 giro                    | 5       | 4     |
| 9   | 11 | Sergio Pérez     | Force India-Mercedes    | 51   | +1 giro                    | 11      | 2     |
| 10  | 14 | Fernando Alonso  | McLaren-Honda           | 51   | +1 giro                    | 17      | 1     |
| 11  | 9  | Marcus Ericsson  | Sauber-Ferrari          | 51   | +1 giro                    | 15      |       |
| 12  | 98 | Roberto Merhi    | Marussia-Ferrari        | 49   | +3 giri                    | 20      |       |
| 13  | 28 | Will Stevens     | Marussia-Ferrari        | 49   | +3 giri                    | 19      |       |
| Rit | 55 | Carlos Sainz Jr. | STR-Renault             | 31   | Probl. elettrici           | 8       |       |
| Rit | 3  | Daniel Ricciardo | Red Bull Racing-Renault | 21   | ERS                        | 10      |       |
| Rit | 33 | Max Verstappen   | STR-Renault             | 3    | Testacoda                  | 13      |       |
| Rit | 8  | Romain Grosjean  | Lotus-Mercedes          | 0    | Collisione con P.Maldonado | 12      |       |
| Rit | 13 | Pastor Maldonado | Lotus-Mercedes          | 0    | Collisione con R.Grosjean  | 14      |       |
| Rit | 22 | Jenson Button    | McLaren-Honda           | 0    | Collisione con F.Alonso    | 18      |       |
| NP  | 12 | Felipe Nasr      | Sauber-Ferrari          | 0    | Cambio                     | 16      |       |

## Classifiche mondiali

### Piloti
| Pos | Pilota           | Punti |
| --- | ---------------- | ----- |
| 1   | Lewis Hamilton   | 194   |
| 2   | Nico Rosberg     | 177   |
| 3   | Sebastian Vettel | 135   |
| 4   | Valtteri Bottas  | 77    |
| 5   | Kimi Räikkönen   | 76    |
| 6   | Felipe Massa     | 74    |
| 7   | Daniel Ricciardo | 36    |
| 8   | Daniil Kvjat     | 27    |
| 9   | Nico Hülkenberg  | 24    |
| 10  | Romain Grosjean  | 17    |
| 11  | Felipe Nasr      | 16    |
| 12  | Sergio Pérez     | 15    |
| 13  | Pastor Maldonado | 12    |
| 14  | Max Verstappen   | 10    |
| 15  | Carlos Sainz Jr. | 9     |
| 16  | Marcus Ericsson  | 5     |
| 17  | Jenson Button    | 4     |
| 18  | Fernando Alonso  | 1     |

### Costruttori
| Pos | Costruttore             | Punti |
| --- | ----------------------- | ----- |
| 1   | Mercedes                | 371   |
| 2   | Ferrari                 | 211   |
| 3   | Williams-Mercedes       | 151   |
| 4   | Red Bull Racing-Renault | 63    |
| 5   | Force India-Mercedes    | 39    |
| 6   | Lotus-Mercedes          | 29    |
| 7   | Sauber-Ferrari          | 21    |
| 8   | STR-Renault             | 19    |
| 9   | McLaren-Honda           | 5     |